# 绿河乐队
绿河乐队（Green River，以之前的连环杀手代号命名），是一支在华盛顿州西雅图成立的，活跃于1984至1988年的摇滚乐队。尽管乐队在西雅图以外地区没有获得理应拥有的商业影响，绿河乐队以其音乐本身及后人对其的诠释发扬，证明了对在之后被称为油渍摇滚的音乐类型的巨大影响。

## 历史
绿河乐队由主唱兼吉他手Mark Arm，吉他手Steve Turner，鼓手Alex Vincent以及贝司手Jeff Ament于1984年初成立。之后吉他手Stone Gossard加入乐队，使Mark Arm得以专职主唱。在组成该乐队之前，每位成员都在朋克及硬核乐队呆过。Arm和Turner两人同时在Mr Epp&The Calculations和Limp Richards两支乐队，Turner和Vincent在Spluii Numa，Gossard在The Ducky Boys，Ament则是在其乐队Deranged Diction从Montana前来巡演时受邀加入。
至1984年末，绿河乐队已在西雅图及其周边地区展开巡演活动。1984年12月，乐队开始制作第一张唱片Come on Down。然而，当唱片在1985年初完成制作时，Turner因厌恶乐队其他成员的重金属倾向而离队。他的位置由前Deranged Diction的吉他手Bruce Fairweather代替。
在1985年中期，乐队开始了宣传Come on Down的第一次全国巡演。然而由于专辑发售的推迟，使得巡演变得毫无意义。尽管收效甚微，本次巡演在另一方面加强了乐队与其他美国新兴独立摇滚乐队的联系。其中就包括音速青春，他们将“Come on Down”这首歌引用进自己的作品“Never Mind(What Was It Any Way?)”中。在巡演之后，专辑终于通过纽约的Homestead Records得以发售。但反响甚微，销量不佳。尽管如此，这张专辑仍被认为是油渍摇滚乐队出版的第一张唱片，它早于Deep Six合辑以及Melvins的首张专辑。
1986年，乐队在太平洋西北部及其周边地区继续着巡演活动，以稳步增加人气（特别是乐队的故乡西雅图）。在这一年的早些时候，现被奉为传奇的合辑Deep Six由本地的C/Z Record发行。其中包括绿河乐队的两首歌，以及华盛顿地区的同类型摇滚乐队声音花园、Melvins、Malfunkshun、Skin Yard和the U-men的作品。Allmusic网站的评论员Kathleen C. Fennessy认为这张合辑“是西北部摇滚形成之历史的见证”。
在1986年6月，绿河与当地的制作人Jack Endino合作，开始制作他们的第二张唱片Dry As a Bone。乐队选择在Bruce Pavitt的新厂牌Sub Pop公司录制这张专辑。然而，Pavitt没有足够资金出版。屋漏偏逢连夜雨，第二张唱片也延期了。在此期间，乐队将单曲”Together We'll Never”提供给本地的厂牌Tasque Force Records发售。终于，Dry As a Bone通过Sub Pop在1987年的6月发售，与录制完毕相隔整整一年。不得不提的是，这张唱片是此新厂牌的第一张非合辑的作品。Sub Pop以“摧毁一代陈规旧俗的极端自由的油渍摇滚”来宣传这张唱片。Allmusic的Steve Huey称这张唱片是绿河乐队的“别具一格的作品……将70年代硬摇滚及后硬核朋克的肮脏、沙哑、刺耳的完美融合”。
几乎紧接着Dry As a Bone的面世，乐队再次进入录音室，准备制作他们的首张非EP大碟Rehab Doll。然而，乐队正饱受内部纷争困扰。分歧出现在Ament,Gossard与Mark Arm之间。Ament和Gossard希望签约主流厂牌，而Mark Arm想保持独立，认为这两人野心过重。内部纷争终于在1987年10月洛杉矶的一场演出中浮出水面。Ament似乎在没有告知其他成员的情况下在演出的贵宾名单中填满了主流厂牌的代表，而乐队的好友却只有两个在列表中。最后，在1987年10月31日，Ament，Gossard和Fairweather坚定了他们离开乐队的决心。尽管乐队成员们同意在接下来的三个月内完成Rehab Doll的制作，然而在1987年10月末绿河乐队已不复存在。

## 后绿河时期
在解散之后，Mark Arm与Steve Turner开始重组一支乐队。他们吸纳了贝司手Matt Lukin（前Melvins成员）以及鼓手Dan Peters（Bundle of Hiss and Feast成员），并于1988年组成Mudhoney。乐队以首张唱片Superfuzz Bigmuff以及其中的“Touch Me I'm Sick”单曲在音乐界获得积极评价。从1989年发行处女作之后，Mudhoney至今已发行了8张专辑并继续着巡演之路。
在另一边，Gossard、Ament和Fairweather联合了Malfunkshun的核心Andrew Wood组成了一支暂名为Lord of the Wasterland的乐队。在1988年初正式更名为Mother Love Bone。乐队也在西雅图迅速蹿红，并于1990年发行了首张专辑。其时核心Andrew Wood因过量使用海洛因而身亡。同年，Ament和Gossard（与Chris Cornell,Matt Cameron,Mike McCready以及受邀嘉宾Eddie Vedder一起），录制了向Andrew Wood致敬的专辑Temple of the Dog，获得了国际主流声誉。在Temple of the Dog之后，Gossard、Ament与Shadow乐队的Mike McCready，Bad Radio的Eddie Vedder以及Dave Krusen组成了Pearl Jam。乐队以首张专辑Ten一鸣惊人，至今已发行了八张专辑，现仍活跃在舞台上。
Bruce Fairweather在Mother Love Bone解散后于1992年取代了原贝司手Tommy Simpson的位置加入了迷幻摇滚乐队Love Battery。他在乐队的两张专辑及若干演出之后离队。而绿河乐队的鼓手Alex Vincent在原乐队解散后搬到了日本，许多年之后没有再回美国。
1993年11月30日，在拉斯维加斯Nevada的Pearl Jam的演唱会上，绿河乐队重新聚首。人员包括Mark Arm、Steve Turner、Stone Gossard、Jeff Ament和鼓手Chuck Treece（顶替当时正住在日本的Alex Vincent）。乐队演奏了“Swallow My Pride”和“Ain't Nothing to Do”。在2008年7月13日，绿河乐队成员再次相会于西雅图附近的Marymoor公园，以庆祝Sub Pop的20周年纪念。 这次的阵容包括Ament、Arm、Turner、Vincent、Gossard和Fairweather。

## 影响
虽然绿河乐队在西雅图以外获得极少的商业成就，然而乐队所获得的影响力弥补了在商业上的缺失。通常意义上，绿河乐队被广泛认为是油渍摇滚这一类型的创始者之一。他们將硬摇滚、硬核和重金属融合，並受了Iggy Pop的原型朋克乐队The Stooges极大影响。Arm扭曲的歌词以及嗓音的诠释影响了绿河乐队的同辈及后辈。即使忽略乐队成员们在其后创立各个著名乐队的事实，绿河仍以它音乐的前瞻性及革新性引领着油渍摇滚的崛起，并为世人所铭记。

## 乐队成员
- Jeff Ament – 贝司
- Mark Arm – 主唱
- Alex Vincent – 鼓
- Stone Gossard – 吉他
- Bruce Fairweather – 吉他 (1985–1988)
- Steve Turner – 吉他 (1984–1985)

## 唱片

### 专辑
| 年份 | 标题                     | 厂牌      | 类型       |
| ---- | ------------------------ | --------- | ---------- |
| 1985 | Come on Down             | Homestead | EP         |
| 1987 | Dry As a Bone            | Sub Pop   | EP         |
| 1988 | Rehab Doll               | Sub Pop   | 录音室专辑 |
| 1990 | Rehab Doll/Dry As a Bone | Sub Pop   | 合辑       |

### 单曲
- "Together We'll Never" (Tasque Force, 1986)

### 参与合辑及原声音乐
- "10,000 Things"和"Your Own Best Friend" 于 Deep Six 合辑 (C/Z, 1986)
- "Searchin' (Good Things Come)" 于 Motor City Madness 合辑 (Glitterhouse, 1988)
- "Hangin' Tree" 于 Sub Pop 200 合辑 (Sub Pop, 1988)
- "Swallow My Pride" 于 This House Is Not A Motel 合辑 (Glitterhouse, 1989)
- "Hangin' Tree" 于 Sub Pop Rock City 合辑 (Glitterhouse, 1989)
- "Bazaar" 和 "Away In Manger" 于 Another Pyrrhic Victory: The Only Compilation Of Dead Seattle God Bands 合辑 (C/Z, 1989)
- "Ain't Nothing to Do" 于 Endangered Species 合辑 (Glitterhouse, 1990)
- "Baby Takes" 于 Afternoon Delight: Love Songs From Sub Pop 合辑 (Sub Pop, 1992)
- "Swallow My Pride" (1987 小样) 于 Hype! 原声音乐专辑 (Sub Pop, 1996)
- "This Town" 于 Wild and Wooly: The Northwest Rock Collection 合辑 (Experience Music Project/Sub Pop, 2000)
- "Come on Down" 于 Sleepless in Seattle: The Birth of Grunge 合辑 (Livewire, 2006)